# Réveillon (Vienne)
Der Réveillon (im Oberlauf auch Louine genannt, im Unterlauf auch Biez) ist ein kleiner Fluss, der im südwestlichen Teil von Zentral-Frankreich im Département Indre-et-Loire der Region Centre-Val de Loire südlich der Stadt Tours verläuft.

## Geografie

### Verlauf
Der Réveillon entspringt im östlichen Gemeindegebiet von Sepmes, entwässert generell Richtung Westsüdwest und mündet nach insgesamt rund 15 Kilometern im Gemeindegebiet von Nouâtre als rechter Nebenfluss in die Vienne. Im Unterlauf quert der Réveillon die Bahnstrecke LGV Sud Europe Atlantique, die Autobahn A10 sowie die Bahnstrecke Paris–Bordeaux.

### Orte am Fluss
(Reihenfolge in Fließrichtung)
- Les Maisons Rouge, Gemeinde Sepmes
- Sepmes
- Draché
- Maillé
- Nouâtre